# Oldenlandia insulana
Oldenlandia insulana är en måreväxtart som beskrevs av Ined.. Oldenlandia insulana ingår i släktet Oldenlandia och familjen måreväxter. Inga underarter finns listade i Catalogue of Life.